# Comtat de Brienne
El Comtat de Brienne era un comtat medieval de França centrat a Brienne-le-Château.

## Comtes de Brienne
- Engelbert III
- Engelbert IV
- Walter I (? - C. 1090)
- Erard I (c. 1090 - c. 1.120?)
- Walter II (c. 1.120? - C. 1161)
- Erard II (c. 1.161-1.191)
- Walter III (1191-1205)
- Walter IV (1205-1246)
- Joan (1246 - c. 1260)
- Hugh de Brienne (c. 1260-1296)
- Gualter V de Brienne (1296-1311) Duc d'Atenes, mort per la Companyia Catalana d'Orient en la batalla del Cefís
- Gualter VI de Brienne (1311-1356)
- Isabella (1356-1360)amb el seu fill:
- Sohier d'Enghien (1356-1364)
- Walter VII (1364-1381)
- Louis d'Enghien (1381-1394)
- Marguerite d'Enghien (1394-1397)amb el seu marit:
- Jean, Senyor de Beauvoir (1394-1397)
- Pierre I, comte de Saint-Pol (1397-1433)
- Louis I, comte de Saint-Pol (1433-1475)
- Pierre II, comte de Saint-Pol (1475-1481)
- Antoine I, comte de Ligny (1481-1519)
- Charles, comte de Ligny (1519-1530)
- Antoine II, comte de Ligny (1530-1557)
- Jean, comte de Ligny (1557-1576)
- Charles, duc de Brienne (1576-1608) (creat duc de Brienne 1.587; extingit en la seva mort)
- Louise, comtessa de Brienne (1608-1647)
- Louise de BeOne (1647 -?) Amb el seu marit:
- Henri-Auguste de Loménie, comte de Brienne (1595-1666)
- Louis Henri de Loménie, comte de Brienne (1666-1698)
- Nicholas de Loménie, comte de Brienne (1698-1758)
- Louis-Marie-Athanase de Loménie (1758-1794)